# Campeonato da Região Metropolitana
O Campeonato da Região Metropolitana é uma competição criada em 2013 pela Federação Gaúcha de Futebol, envolvendo  clubes gaúchos de futebol profissional. Os clubes que disputam esta competição são oriundos de cidades da região Metropolitana do estado.
É disputado paralelamente com o Campeonato da Região Sul-Fronteira e o Campeonato da Região Serrana, na medida em que os campeões de cada campeonato enfrentam-se na Super Copa Gaúcha.
No Campeonato da Região Metropolitana, participam clubes das Séries A1, A2 e Segunda Divisão do Campeonato Gaúcho.

## Fórmula
O campeonato é disputado em duas fases. Na primeira, os clubes disputam primeiro e segundo turnos.Na segunda, disputam a fase final, com o confronto entre campeão do primeiro contra o campeão do segundo turno.
Já os turnos são divididos em três etapas. Na primeira, os clubes realizam jogos contra adversários dentro do grupo, em partidas somente de ida, classificando-se para a segunda etapa os quatro primeiros colocados do grupo.

### Semifinal
A segunda etapa é a semifinal. As quatro equipes classificadas realizam jogos de ida e volta. O primeiro enfrenta o quarto e o segundo joga com o terceiro.

#### Final
A terceira etapa é a final entre os vencedores das semifinais. Os campeões de cada turno se enfrentam na grande final do Campeonato da Região Metropolitana. Na hipótese de que um clube conquiste os dois turnos, será declarado campeão antecipadamente.

## Vaga
Ao campeão cabe o direito de disputar a Super Copa Gaúcha.

## Títulos por equipe
| Clube         | Cidade        | Títulos | Vices |
| ------------- | ------------- | ------- | ----- |
| Novo Hamburgo | Novo Hamburgo | 2       | 1     |
| Cruzeiro-RS   | Cachoeirinha  | 1       | -     |
| São José      | Porto Alegre  | 1       | -     |
| Internacional | Porto Alegre  | -       | 2     |
| Juventude     | Caxias do Sul | -       | 1     |

## Títulos por cidades
| Cidade        | Títulos | Vices |
| ------------- | ------- | ----- |
| Novo Hamburgo | 2       | 1     |
| Porto Alegre  | 1       | 2     |
| Cachoeirinha  | 1       | -     |
| Caxias do Sul | -       | 1     |